# Oxytropis hirsutiuscula
Oxytropis hirsutiuscula är en ärtväxtart som beskrevs av Josef Franz Freyn. Oxytropis hirsutiuscula ingår i släktet klovedlar, och familjen ärtväxter. Inga underarter finns listade i Catalogue of Life.